# クロム酸セシウム
クロム酸セシウム(Caesium chromate)は、化学式Cs2CrO4の無機化合物である。黄色の結晶固体で、クロム酸のセシウム塩である。結晶は、直方晶系である。
過去の主な用途は、真空管製造の際のセシウム蒸気の生成であった。現在では、学術研究において、他の化合物の前駆体としてのみ用いられている。

## 合成
主に酸化クロム(VI)と炭酸セシウムの反応により得られる。この際、二酸化炭素が発生する。
CrO3(aq) + Cs2CO3(aq) → Cs2CrO4(aq) + CO2(g)
または、クロム酸カリウムと塩化セシウムの複分解反応でも得られる。
K2CrO4(aq) + 2 CsCl(aq) → Cs2CrO4(aq) + 2 KCl(aq)
さらに、二クロム酸セシウム（これ自体は二クロム酸アンモニウムの複分解で得られる）と水酸化セシウムのアルカリ化によっても、クロム酸セシウムが生成する。
Cs2Cr2O7(aq) + 2 CsOH(aq) → 2 Cs2CrO4(aq) + H2O(ℓ)

## 利用
かつては、クロム酸セシウムをケイ素、ホウ素、チタン等を還元剤として反応させることにより、セシウム蒸気を発生させ、真空管製造の最終段階で用いていた。セシウム蒸気は真空管に付加して、窒素や酸素等の残存気体と反応してこれを除去した。